# Gregg Alexander
Gregg Alexander (al secolo Gregory Aiuto) (Grosse Pointe, 4 maggio 1970) è un cantautore e produttore discografico statunitense, di genere alternative rock, noto soprattutto come membro principale del gruppo dei New Radicals.

## Biografia
Cresciuto in una famiglia di Testimoni di Geova, si avvicina al mondo della musica all'età di 12 anni. Dopo la breve esperienza con i New Radicals (dal 1997 al 1999) si dedica alla carriera di produttore e compositore. Per Ronan Keating ha composto Life Is a Rollercoaster, singolo di grande successo dell'estate 2000, e il meno fortunato Lovin' Each Day del 2001. Sempre nei primi anni Duemila ha scritto la hit Murder on the Dancefloor lanciata da Sophie Ellis-Bextor, mentre per Melanie C ha composto il singolo On the Horizon (2003). La sua canzone The Game of Love ha vinto nel 2003 il Grammy Award alla miglior collaborazione vocale pop.

## Discografia da solista

### Album
- 1989 – Michigan Rain
- 1992 – Intoxifornication

### Singoli
- 1989 – In the Neighborhood
- 1992 – Smokin' In Bed
- 1992 – The Truth

### Altro
- 1994 – Promise Tomorrow Tonight (duetto con Danielle Brisebois sul suo album Arrive All Over You)
- 2003 – A Love Like That (download digitale)